# スティーヴン・セセニョン
ゼゼ・スティーヴン・セセニョン（Zeze Steven Sessengon、2000年5月18日 - ）は、イングランドとベナンのサッカー選手。ポジションはDFまたはMF。

## クラブ歴
フラムFCの下部組織出身。2017年6月28日に2020年までのプロ契約を締結しプロ選手となった。同年8月8日に行われたEFLカップ1回戦で出場し、プロ初出場。この試合でフル出場した彼は、最後9分間を双子の兄弟であるライアン・セセニョンと共にピッチに立ち勝利を掴んだ。2週間後の2回戦にも出場したがこれは敗北した。リーグ戦初出場は2019年8月16日、フットボールリーグ・チャンピオンシップであった。
2020年9月7日、EFLチャンピオンシップのブリストル・シティFCに1シーズンのレンタルで加入。
2022年1月31日、プリマス・アーガイルFCへレンタル移籍。
2023年8月26日、ウィガン・アスレティックFCに2年契約で移籍。

## 代表歴
ベナンにルーツを持つが、年代別代表にはU-16から出生地のイングランド代表で出場している。2015年12月4日にU-16代表唯一の出場を記録した。
U-17代表では2017 FIFA U-17ワールドカップに出場。決勝ではスターティングメンバーとして出場し優勝するなど、計5試合に出場した。
U-18代表には2018年3月に招集された。同年5月には2018 パンダカップのメンバーに選ばれた。
U-19代表には2018年8月から招集された。11月14日にはモルドバ代表から得点を記録した。
U-20代表では第47回トゥーロン国際大会の開幕節、日本代表戦で初出場を記録した。
U-21代表には2019年8月30日に初招集。UEFA U-21欧州選手権2021予選のトルコ代表戦で9月6日に初出場。

## 家族
ライアン・セセニョンとは双子の兄弟である。また、兄のクリス・セセニョンもサッカー選手で、ベナン代表のステファン・セセニョンはいとこ。